# Falsi paradisi - Kiss the Sky
Falsi paradisi - Kiss the Sky (Kiss the Sky) è un film statunitense del 1998 diretto da Roger Young.

## Trama
Jeff e Marty sono due amici e uomini d'affari che affrontano una crisi di mezza età. Jeff è sposato con Franny e ha due figlie, mentre Marty è sposato con Beth. Entrambi gli uomini sentono che manca qualcosa nei loro matrimoni. Gli uomini decidono di recarsi nelle Filippine, dove si imbarcano in una sbornia alimentata da droga e alcol e incontrano una donna di nome Andy, di cui entrambi gli uomini si innamorano. Hanno una relazione a tre e decidono di lasciare le loro famiglie per vivere insieme. Andy li presenta a Kozen, un monaco buddista Zen, e decidono di costruire un rifugio su una spiaggia isolata. Dopo un periodo insieme, Jeff sente la mancanza della sua famiglia e il rapporto del gruppo si deteriora quando Andy si innamora di Jeff.